# اچ‌دی ۳۵۹۸۴
اچ‌دی ۳۵۹۸۴ یک ستاره است که در صورت فلکی ارابه‌ران قرار دارد.